# アウターマン
『アウターマン』は、2015年公開の日本映画。

## 概要
河崎実監督による、日本特撮界へのアンチテーゼを込めたパロディ作品である。
『忍風戦隊ハリケンジャー』の塩谷瞬、『炎神戦隊ゴーオンジャー』『電人ザボーガー』の古原靖久、『仮面ライダーウィザード』の戸塚純貴、『ウルトラマンレオ』の真夏竜、『世界忍者戦ジライヤ』の筒井巧、『平成ウルトラセブン』の北岡龍貴、『帰ってきたウルトラマン』のきくち英一、『ウルトラマンA』の沖田駿一、『科学戦隊ダイナマン』の時田優、『ウルトラマン80』『科学戦隊ダイナマン』の萩原佐代子、『超電子バイオマン』の牧野美千子ら過去に特撮作品への出演経験のある俳優が多数出演している。
主題歌を担当したミュージシャンGeroが、シルビー星人・タルバ役で映画初出演を果たしている。アウターマンのスーツアクターである和田三四郎は、ウルトラシリーズなどで繋がりのあったキャラクターデザイナーの丸山浩からの誘いにより参加した。
シルビー星人の名前は、『ウルトラマン』に登場するバルタン星人の元ネタと公称されているシルヴィ・バルタンに由来する。
2015年6月26日の特別上映会、同年11月3日の第二回新人監督映画祭にて先行上映が行われた。

## あらすじ
50年間人気を保ち続ける特撮番組『アウターマン』が放映されている世界。
かつて平成アウターマンシリーズで主演を務めた俳優・足立春夫（塩谷瞬）、吉野秀樹（古原靖久）、森脇幸一（戸塚純貴）は、アウターマンのイメージが強くなりすぎ俳優としては鳴かず飛ばず。サイン会やグッズの販売、ファンイベントで糊口を凌いでいた。
そのころ日本各地を群発地震が襲い、立入禁止区域が拡大する事態に。時を同じくしてテレビ番組とそっくりの本物のアウターマンが出現。人類が驚嘆する中、防衛省は、これまた本物のシルビー星人・タルバ（Gero）を拘束していた。タルバは、番組と正反対にアウターマンこそが侵略宇宙人であり、地球をアウター星の環境にテラ・フォーミングするため、番組で50年間地球人を洗脳していたのだと語る。しかし、既に洗脳されている人類にも、ホームレス宇宙人であるシルビー星人にもアウターマンは到底倒せない。タルバの語る、アウターマンを倒す唯一の方法は、アウターマンに何の愛着もない足立、吉野、森脇とタルバが合体変身するというものだった。

## 出演
- 足立春夫 - 塩谷瞬
- 吉野秀樹 - 古原靖久
- 森脇幸一 - 戸塚純貴
- タルバ - Gero
- 青野美希 - 七海
- 青野浩 - 福田徠冴
- 佐藤海朗 - 高橋浩二朗
- 渡部拓郎 - 鈴木秀人
- 原彰夫- 生島勇輝
- 福山博士 - 筒井巧
- 大島幕僚長 - 真夏竜
- 林参謀 - 市川源
- 今井捜査官 - 北岡龍貴
- 千田捜査官 - 山崎雄介
- 枝正次郎 - 沖田駿一
- 井出杉亨 - きくち英一
- 山田敏太郎 - 山口敏太郎
- ダニエル・ウィンダム - ダニエル・アギラル
- 池田現象 - 池田憲章
- 司会者 - 亀沢純一
- アナウンサー - 塩野勝美
- シルビー星人 - 金子起也
- アウターマン - 和田三四郎
- ナレーター - 木全直弘
- 特別出演 - 萩原佐代子、牧野美千子、時田優

## スタッフ
- 総合プロデューサー - 和田敦也
- プロデューサー - 関谷和隆、河崎実
- 監督 - 河崎実
- 脚本 - 右田昌万、河崎実
- 撮影 - 井手口大騎ダグラス
- 照明 - 佐々木充
- 録音 - 河合正樹
- 音楽 - ツツミユウ
- 監督助手 - 雨宮真五
- 助監督 - （本編）近藤孔明、（特撮）小串遼太郎
- 編集 - 野呂智之、神部英夫
- 音響効果 - 清田伸雄
- キャラクターデザイン - 丸山浩
- タイトルロゴ - 加藤礼次朗、加藤博子
- メイキング - 藤原邦彦[2]、市川源[3]
- シルビー星人オープニング演出佐藤懐智
- 特撮 - 株式会社特撮研究所
- 製作 - 有限会社リバートップ
- 配給 - 株式会社アールツーエンターテインメント

## 主題歌・劇伴
エンディングテーマ「You Can Do It!! 〜夢を追いかけて〜」
作詞・作曲 - 前山田健一 / 歌 - Gero
挿入歌「アウターマンのうた」「宇宙星人シルビーです」
作詞 - 河崎実 / 作曲・編曲・歌 - 石川修一